# チャールズ・スウィーニー
チャールズ・W・スウィーニー（Charles W. Sweeeney, 1919年12月27日 - 2004年7月15日）は、アメリカ合衆国空軍の軍人。最終階級は少将。
1945年8月9日、長崎市にプルトニウム型原子爆弾ファットマンを投下したB-29ボックスカーの機長である。

## 出自
スウィーニーはマサチューセッツ州ローウェルでアイルランド系移民の父母のもと、6人兄弟の次男として生まれた。ノース・クィンシー高校を1937年に卒業後、ボストン大学とパデュー大学に通学。1940年11月にアメリカ陸軍航空隊の飛行士官候補プログラムに合格。1941年4月28日にアラバマ州タスカルーサの陸軍航空隊に入隊し、アラバマ州モントゴメリー、ルイジアナ州シェリーブポートでの飛行訓練を受けた。この飛行訓練の期間中の1941年12月7日（日本時間：12月8日）に日米開戦を迎えている。同年12月12日に飛行訓練を終え、インディアナ州のジェファーソン性能試験場に少尉として配属となり、軍用機や爆弾等の飛行試験を担当した。1943年6月にフロリダ州のエグリン基地に配属となり作戦士官およびテストパイロットを務める。このエグリン基地は陸軍航空隊の航空機の修理を担当しており、スウィーニーはB-17、B-24、B-25、P-51等のテスト飛行を重ねるなど、1944年の夏までには陸軍航空隊が所有する全ての機種を操縦したという。
1943年9月に、まだテスト飛行を重ねていたB-29を初めて目にし、テストの責任者であったポール・ティベッツ中佐と出会った。スウィーニーは自ら、ティベッツ中佐に交渉し、既に決まっていたインド方面への配属（第10航空軍）を変更してもらい、B-29のテストチームに加わることとなった。その後は主にB-29に装備された中央砲撃システムのテストを担当した。その間、1944年1月には、ボーイング社の仲介でチャールズ・リンドバーグがB-29を操縦した際には主パイロットを務めるなどした。
1944年夏には少佐に昇進し、ネブラスカ州グランド・アイランドでB-29のパイロット訓練教官となった。

## 原爆投下作戦
その後1944年9月11日にティベッツ中佐に従い、ユタ州のウェンドーヴァー・フィールドに移動した。スウィーニーは、転属後すぐに、新たな部隊の任務が原子爆弾の投下作戦であることを知らされた。
　この「シルバー・プレート」とコードネームを付けられた原子爆弾投下作戦については少数の士官以外には内容は伝えられていなかったが、スウィーニーは爆弾投下のための機体の操縦方法についての訓練を担当するようにティベッツ中佐から選ばれたために、初期の頃から原子爆弾を使用することが伝えられていたのである。スウィーニーは原子爆弾を模した模擬弾（「パンプキン」というコードネームが付けられていた）を用いて、B-29への搭載手段、投下手順の策定などを行っている。1945年1月6日には第320輸送機戦隊の指揮官に任命された（しかし任務は輸送ではなく、もちろん爆弾投下のための訓練であった）。
スウィーニーは1945年5月4日に第393爆撃隊の指揮官になり、6月23日にマリアナ諸島のテニアンへ赴任する。 
何回かの訓練飛行（マリアナ諸島のロタ島や、トラック諸島、マーカス島（南鳥島）への爆撃訓練）を経て、7月20日に初の実戦任務飛行に出撃した。その後7月24日、7月29日にも兵庫県神戸市他への爆撃に参加している。
8月6日の広島市への原子爆弾投下作戦には科学観測を担当するB-29「グレート・アーティスト」の機長として参加した。テニアンへ帰還した後、スウィーニーはティベッツ中佐から2回目の原爆投下の指揮を執るようにとの命令を受けた。
8月9日にB-29「ボックスカー」の機長として原子爆弾ファットマンを搭載して出撃。出撃直前に燃料ポンプに故障が発生し、予定分の燃料が使用できない状況となったが作戦の延期を回避するために出撃を強行したという。屋久島上空での写真撮影機B-29「ビッグ・スティンク」との会合に失敗した後、第一目標であった小倉市（現：北九州市）へ向かったが、前日の八幡市（現：北九州市）への爆撃で生じた火災の煙がたれ込め目視での爆撃が困難であった。更に高射砲や戦闘機での迎撃があったために、長崎市への目標変更を決断した。
既に予定より少なくなっていた残り燃料から、二回以上の爆撃航程を行うだけの時間は無いと考え、同乗していた原子爆弾についての責任者であるフレデリック・アッシュワース（Frederick L. Ashworth）海軍中佐に対しレーダーによる爆撃を進言、爆撃航程に入った。しかし結果としては爆撃手カーミット・ビーハン大尉が目視で長崎市街地を確認し、爆弾が投下された。
投下された原子爆弾「ファットマン」はTNT火薬22ktと同じ威力を持ち、長崎市の約60%が破壊され、およそ70,000人が犠牲になった。
スウィーニーは残燃料が少ないため、沖縄へ着陸することとし、残り僅か26ℓというぎりぎりの燃料で着陸した。
テニアンに帰還後、8月14日にはB-29「ストレート・フラッシュ」に搭乗し、愛知県挙母市（ころも市・現在の豊田市）のトヨタ自動車工場への爆撃に出撃した。翌日、8月15日に日本は無条件降伏した。

## 終戦後
8月25日に銀星章を受章。9月3日にティベッツや、ビーハンらと共に、テニアンから神奈川県の厚木飛行場に移動、初めて日本の土を踏んだ。東京の第一ホテルに滞在し、上智大学を訪れるなどしたという。数日後、長崎県の大村飛行場へ移動、長崎市内へ入った。スウィーニーは戦災孤児が多く在院するカトリック系の孤児院に寄付をしたという。また、スウィーニーの回想によれば、長崎市への原爆投下後、初めて市内に入ったアメリカ人であったとしている。スウィーニーは爆心地に立ったときのことを以下のように回想している。
1945年11月16日に、スウィーニーはニューメキシコ州のロズウェル空軍基地に戻り、原子作戦に従事する航空機搭乗員を訓練。1946年6月28日に予備役士官部隊へ移り中佐に昇進した。その後はマサチューセッツ州の空軍州兵に所属し、1956年2月21日にマサチューセッツ空軍州兵第102戦闘航空団の司令官となり、1956年4月6日に最も若い准将に昇進、1979年12月27日に退役。

### 広島市訪問
1989年11月27日から12月2日、被爆45年周年を迎えるのを契機に、日本への原子爆弾投下に関わった第509混成部隊の関係者5人が広島市を訪問し、ケーブルテレビ番組を製作した。その中にスウィーニーも含まれていた
。被爆者が入院している病院、広島平和記念資料館、爆心点にある島病院（現　島内科医院）などを訪問した。

### スミソニアン原爆展示論争
その後、生涯に渡って原爆投下の正当性と必要性を確信し、1995年に起きたスミソニアン博物館（国立航空宇宙博物館）におけるB-29「エノラ・ゲイ」（広島市への原爆投下機）の展示方法についての論争においては、アメリカ上院議院運営委員会において、退役軍人の立場から、当初のスミソニアン博物館側の展示案を批判し、原爆の被害についての展示・説明を縮小し、旧日本政府の侵略行為と原爆投下による戦争終結の功績について説明を行うように求めた。1997年に『私はヒロシマ、ナガサキに原爆を投下した』を出版し、原爆の投下が戦争を終結させたと主張した。
1960年代にローマ法王ヨハネ23世に謁見し、被爆地への支援を要請していたことが、家族の証言にて明らかになった。
2004年7月15日にボストンのマサチューセッツ総合病院で死去。84歳。

## 著書
- War's End, 1997.

黒田剛訳 『私はヒロシマ、ナガサキに原爆を投下した』原書房 2000年7月 ISBN 4-562-03218-9